# Ligkayan Bigkay
Bai Bibyaon Ligkayan Bigkay é uma líder Lumad e ambientalista. Ela é a primeira e única cacique mulher na história do povo Manobo. Ela é uma defensora dos direitos dos povos indígenas e tem sido uma defensora das terras ancestrais dos Manobo e da Cordilheira de Pantaron desde 1994. A Cordilheira de Pantaron abriga uma das maiores florestas virgens remanescentes nas Filipinas. A extensão também abastece a água dos principais rios de Mindanao, incluindo o rio Mindanao, o rio Pulangi, o rio Davao, o rio Tagoloan e os principais afluentes do rio Agusan. Bigkay recebeu o título honorífico Bai, que é reservado para mulheres de grande envergadura de Mindanaon e Bibyaon é o título de Bigkay como chefe da sua tribo.
Ela esteve entre os líderes que se opuseram às destrutivas operações madeireiras que teriam destruído as terras ancestrais dos Manobo em Talaingod, Davao del Norte.
Bigkay foi honrada com o Gawad Tandang Sora da Universidade das Filipinas em 2017 pela liderança na luta dos povos indígenas pelos direitos humanos e dignidade. Ela foi saudada como "a Tandang Sora do campo... a Mãe dos Lumads que inspira a revolução do povo filipino pela autodeterminação nacional e pela liberdade".
Ela também foi reconhecida como a premiada mais ilustre do 5º Gawad Bayani ng Kalikasan (Prémio de Herói do Meio Ambiente) em 2018.